# Apatura cooperi
Apatura cooperi är en fjärilsart som beskrevs av Robert Christopher Tytler 1926. Apatura cooperi ingår i släktet Apatura och familjen praktfjärilar. Inga underarter finns listade i Catalogue of Life.